# صباح السهل
صباح محسن محمد السهل (1946 - 3 مايو 1993) ، مطرب عراقي وُلد في مدينة الشطرة بمحافظة ذي قار، جنوب العراق. برز خلال فترة السبعينيات من القرن الماضي في تقديم الأغنية الريفية.

## مسيرته الفنية
جاء إلى بغداد في سبعينيات القرن العشرين، عمل مطرباً في فرقة الفنون الشعبية التي احتضنت معه مجموعة من الفنانين أمثال رياض أحمد، قحطان العطار وصلاح عبد الغفور. كانت أولى أغنياته لإذاعة صوت الجماهير (عيونه تركيات يرمن ابّغداد) وهي أغنية فلكلورية أضاف لها، وبُثت من الراديو ولم تظهر على شاشة التلفزيون.
بعد هذه التنقلات ما بين فرقة وإذاعة ودائرة، قاد خطاه إلى عالم الشهرة والأضواء الملحن محمد جواد أموري. بدأ مشواره الغنائي بباقة من الأغنيات ابتداء من (اشلون اكول هواي وشلون اعوفه) وهي من الدارمي القديم وألحان «محمد جواد أموري»، غنى صباح السهل أغنية "بلاية وداع" في سبعينات القرن الماضي، ولاقت نجاحاً كبيراً لدى الجمهور العراقي، وهي من كلمات عريان السيد خلف وألحان محمد جواد أموري. غنى عدة اغاني من كلمات الشاعر جبار الغزي منها (لكتب على صدر الحمام) و (تاني يبنيه تاني)، وكل هذه الأغاني من ألحان محمد جواد أموري.
لم يختصر تعامله مع محمد جواد أموري الذي لحن أكثر أغنياته، بل تعامل أيضا مع كمال السيد، بأغنية (أخذ شوكي) للشاعر كاظم الرويعي وأغنية (وفه الناس) من كلمات الشاعر كريم راضي العماري. عاد إلى الملحن محمد جواد أموري ليغني (نوبة شمالي الهوة، ونوبه الهوة جنوبي) كلمات الشاعر جودت التميمي. له أغنيات أخرى كثيرة، منها (حبينه ياشوك العمر حبينه) كلمات الشاعر بشير العبودي، و (عالميج يابو الميج يابو الميجنة) كلمات مكي الربيعي.

## إعدامه
اعتقل وأُودع في سجن المخابرات بتاريخ 4 نيسان/أبريل 1993، بتهمة "التهجم على شخص السيد الرئيس وعائلته"، بعد أن قامت زوجته الثانية بتسجيل حديث له في جلسة خاصة في غرفة النوم وهو تحت تأثير الكحول، وهو ينتقد سلوك عدي صدام حسين ووالده صدام حسين. وقال في التسجيلات كلاماً سياسياً معارضاً لصدام ونظامه، وسلمت هذه التسجيلات للاستخبارات العراقية من قبل زوجته الثانية انتقاماً منه لأنه لم يوافق على تسجيل المنزل بإسمها، أُعدم بتاريخ 3 أيار/مايو 1993 ودفن في مقبرة أبو غريب ولم يسمح بنقل الجثة إلى مقبرة النجف. وصودرت أمواله المنقولة وغير المنقولة، ومنع بث أغانيه في الإذاعة والتلفزيون العراقي.
ظل سبب الاعتقال والإعدام مجهولا بالنسبة لعائلة السهل، إلى ما بعد سقوط النظام البعثي عام 2003، حين نشرت إحدى الصحف القصة، وضمّنتها وثيقة أمنية من التحقيق معه، تستند إلى تسجيلات صوتية (مفرّغة) أعطتها زوجته الثانية للاستخبارات العراقية، وفيها أكثر من ثلاثين ورقة من تفريغ التسجيلات.

## أغانيه
من أشهر أغانيه:
- أحبابي
- عايفينا
- أخذ شوقي
- خلص گلبي
- اشلون بيه
- درب الهوى
- اه يالاسمر
- بلايه وداع
- تاني يابنية
- نشدي هذا منين
- نوبه شمالي الهوى
- العشق مو بالشكل